# إقليم جرادة
إقليم جرادة هو أحد الأقاليم المغربية، ينتمي ل الجهة الشرقية والواقع شمال شرق المملكة المغربية بين مدينتي فكيك ووجدة. يضم الإقليم 108.727 ساكنا (2014).
منوغرافية إقليم جرادة
يقع إقليم جرادة في الجهة الشرقية جنوب عمالة وجدة - أنكاد، على مساحة تقدر ب: 9300كلم 2و يمتاز بتضاريس يغلب عليها الطابع الجبلي، وبمناخ قار بارد وقارس شتاء، وحار وجاف صيفا
يبلغ عدد سكانه حسب إحصاء 1982 م 117697 منهم 79066 بالوسط الحضري، وتصل الكثافة إلى 13 ن في الكيلومتر المربع

## النمو الديموغرافي
السكان القانونيون حسب إحصاء 1994 و 2004 ثم 2014 وحسب الجماعات الحضرية إقليم جرادة
| الجماعة الحضرية        | السكان       | السكان       | السكان       |
| الجماعة الحضرية        | 3 شتنبر 1994 | 3 شتنبر 2004 | 3 شتنبر 2014 |
| ---------------------- | ------------ | ------------ | ------------ |
| جرادة                  | 59.294       | 43.916       | 43.506       |
| عين بني مطهر           | 10.404       | 13.526       | 16.289       |
| تويسيت                 | 4.638        | 3.429        | 3.137        |
| مجموع الجماعات الحضرية | 74.336       | 60.871       | 62.932       |

السكان القانونيون حسب إحصاء 1994 و 2004 ثم 2014 وحسب الجماعات القروية إقليم جرادة
| الجمــاعة القروية        | السكان       | السكان       | السكان       |
| الجمــاعة القروية        | 3 شتنبر 1994 | 3 شتنبر 2004 | 3 شتنبر 2014 |
| ------------------------ | ------------ | ------------ | ------------ |
| تيولي                    | 7.563        | 6.317        | 5.199        |
| أولاد غزبيل              | 5.596        | 6.488        | 7.522        |
| كنفودة                   | 5.558        | 5.748        | 5.591        |
| بني مطهر                 | 5.207        | 7.089        | 8.870        |
| أولاد سيدي عبد الحاكم    | 3.001        | 2.995        | 2.207        |
| مريجة (إقليم جرادة)      | 2.198        | 2.841        | 3.359        |
| كفايت                    | 2.395        | 2.654        | 2.656        |
| لعوينات (إقليم جرادة)    | 4.055        | 3.790        | 3.867        |
| لبخاتة                   | 2.617        | 2.546        | 2.612        |
| رأس عصفور                | 1.446        | 1.694        | 1.270        |
| مركز سيدي بوبكر          |              | 1.942        | 1.894        |
| سيدي بوبكر (إقليم جرادة) | 3.507        | 2.807        | 2.638        |
| مركز واد الحيمر          |              | 1.997        | 1.282        |
| مجموع الجماعات القروية   |              | 44.969       | 45.795       |